# McCann Erickson
McCann es una red global de agencias de publicidad con oficinas en 120 países incluyendo dos en España y más de 15 países de Latinoamérica. McCann es una subsidiaria de Interpublic Group, uno de los cuatro grandes holdings de la industria publicitaria.
McCann Erickson fue nombrada agencia de publicidad del año por la revista Adweek en 1998, 1999 y 2000. La agencia es parte de McCann Worldgroup, que incluye además la agencia de planificación y compra de espacios publicitarios Universal McCann, la agencia de marketing directo/interactivo MRM Worldwide, la agencia de marketing experimental Momentum Worldwide, el grupo de marketing de salud McCann Healthcare Worldwide, la empresa de gestión de marca FutureBrand y la agencia de relaciones públicas y comunicación estratégica Weber Shandwick.
McCann Erickson ha sido responsable del éxito de varias campañas publicitarias, incluyendo la campaña de MasterCard "Hay cosas que el dinero no puede comprar. Para todo lo demás existe MasterCard". Al publicista Haddon Sundblom se le atribuye frecuentemente la creación de la imagen moderna de Santa Claus de 1931 mientras trabajaba para McCann en la cuenta de su cliente Coca Cola. McCann maneja una amplia cartera de clientes que incluye algunas marcas globales como American Airlines, General Motors, L'Oréal, Nestlé y Unilever.

## Cronología
- 1902: Alfred Erickson crea su primera agencia de publicidad en ola York.
- 1912: Harrison King McCann lanza, junto con otros cuatro socios, H.K. McCann Co, e introduce el credo "Truth Well Told" (la verdad bien dicha)
- 1927: McCann inaugura oficinas en París, Berlín y Londres.
- 1930: McCann y Erickson se fusionan.
- 1935: Se inauguran oficinas latinoamericanas en Buenos Aires y Río de Janeiro.
- 1957: McCann se convierte en la primera agencia de publicidad estadounidense en generar $100 millones de dólares en ventas de publicidad de radio y televisión.
- 1959: McCann inaugura su oficina en Australia, así como oficinas en Italia, Países Bajos y Suiza.
- 1960: La compañía se divide en cuatro unidades operativas independientes bajo la compañía McCann Erickson, Inc. (que luego se convertiría en Interpublic Group en 1961). Inauguración de la oficina en Japón.
- 1964: El gobierno español de Francisco Franco contrata a la agencia para mejorar su imagen en Estados Unidos.[5]
- 1973: McCann International y McCann US se unen para crear una agencia única: McCann Erickson Worldwide.
- 1997: Creación de McCann Worldgroup que incluye: McCann Erickson Worldwide, Universal McCann y lo que luego se convertiría en MRM Worldwide, McCann Healthcare Worldwide, Weber Shandwick y FutureBrand.

## En la cultura popular
En la serie de televisión del canal AMC Mad Men, Sterling Cooper y su compañía Putnam, Powell and Lowe son adquiridos por McCann Erickson, llevando a Don Draper a ayudar a crear una nueva agencia en lugar de ser parte de lo que llama una "fábrica de salchichas". En respuesta a este programa, McCann compró un espacio publicitario en las revistas Adweek, Brandweek y Mediaweek con la frase "Welcome, Sterling Cooper" (Bienvenido, Sterling Cooper) y firmado por "tus amigos de McCann Erickson"
Algunos de los colaboradores anteriores más conocidos de McCann incluyen a Theodor Seuss Geisel, mejor conocido en el mundo como Dr. Seuss, y el hermano del expresidente estadounidense Ronald Reagan, Neil Reagan, quien fue el vicepresidente ejecutivo de McCann Erickson.